# 鈴木俊彦
鈴木 俊彦（すずき としひこ、1959年12月3日 - ）は、日本の厚生労働官僚。厚生労働省社会・援護局長、厚生労働省年金局長、厚生労働省保険局長、厚生労働事務次官等を歴任。退官後、日本赤十字社副社長。

## 人物・経歴
愛知県豊川市出身。福岡県立修猷館高等学校を経て、1982年国家公務員採用上級甲種試験（法律）合格。1983年東京大学法学部卒業、厚生省入省、大臣官房人事課配属。環境庁大気保全局大気規制課課長補佐、環境庁企画調整局環境管理課課長補佐、厚生省大臣官房人事課課長補佐、京都府福祉部高齢者福祉課長、京都府保健福祉部高齢化対策課長、厚生省大臣官房政策課課長補佐、厚生省大臣官房総務課厚生省大臣官房政策課企画官課長補佐、厚生省大臣官房政策課企画官兼介護保険制度実施推進本部事務局次長、厚生省保険局企画課老人医療企画官、厚生労働省保険局総務課老人医療企画官、内閣官房内閣参事官（内閣総務官室）、社会保険庁運営部年金保険課長、社会保険庁運営部企画課長、厚生労働省大臣官房参事官（総務、社会保険担当）、厚生労働省健康局総務課長、厚生労働省大臣官房会計課長、厚生労働省大臣官房審議官（雇用均等・児童家庭、少子化対策担当）等を経て、2014年厚生労働省社会・援護局長。2015年厚生労働省年金局長。2017年から厚生労働省保険局長を務め、診療報酬改定にあたった。2018年厚生労働事務次官。2020年退職。2021年損害保険ジャパン顧問、東京大学公共政策大学院グローバルガバナンス研究センター客員教授、国際医療福祉大学評議員、全国労働者共済生活協同組合連合会顧問、鉄結会顧問、ミダスキャピタル顧問。2022年SheepMedical顧問、日本赤十字社副社長、学校法人日本赤十字学園副理事長。